# Rhinolophus alcyone
Rhinolophus alcyone är en fladdermusart som beskrevs av Coenraad Jacob Temminck 1852. Den ingår i släktet hästskonäsor, och familjen Rhinolophidae. Inga underarter finns listade i Catalogue of Life.

## Beskrivning
Som alla hästskonäsor har arten flera hudflikar kring näsan. Flikarna brukas för att rikta de överljudstoner som används för ekolokalisation. Till skillnad från andra fladdermöss som använder sig av överljudsnavigering produceras nämligen tonerna hos hästskonäsorna genom näsan, och inte som annars via munnen. Flikarnas hästskoformade mittdel är bred (9 till 11 mm) och täcker hela nosen. Pälsen är mörkbrun med endast något ljusare undersida. En mera brungul färgform finns också. Kroppslängden är mellan 7 och 10,5 cm, ej inkluderat den 2 till 3,5 cm långa svansen, underarmen är 5 till 5,8 cm lång, och vikten mellan 9,5 och 22 g för hanen, mellan 6 och 19 g för honan.

## Utbredning
Arten förekommer i västra och centrala Afrika från Senegal till södra Sudan och västra Uganda samt söderut till centrala Kongo-Kinshasa.

## Ekologi
Fladdermusen lever i tropiska regnskogar och i fuktiga savanner med trädgrupper. Arten sover i grottor, övergivna gruvor, ihåliga träd och under halmtak. Den kan bilda kolonier på upptill 20 individer.
I Uganda får honorna ungar i juni och september.

## Bevarandestatus
IUCN kategoriserar arten globalt som livskraftig. Populationsutvecklingen är emellertid okänd, och habitatförlust till följd av skogsbruk och uppodling, samt möjligtvis jakt listas som hot.